# W ogniu miłości
W ogniu miłości (ros. Огонь любви, 2008–2009) – rosyjska telenowela wyprodukowana przez TeleRoman dla kanału telewizyjnego Pierwyj kanał. Jest to adaptacja niemieckiej telenoweli Bianka – Droga do szczęścia.

## Obsada
- Alona Levkovich - Swietłana Koroleva
- Michael Khimichev - Oleg Dawydow
- Catherine Solomatina - Rita Romanenko
- Aleksandr Suworow - Boris Golovin
- Stepan Starchikov - Aleksander Dawydow
- Andrew Mezhulis - Victor Yarohin
- Anna Isaikina - Irena Davidov
- Walerij Afanasjew - George Bird
- Ilya Sokołowski - Edward Ptak
- Lyubov Rudenko - Tamara Ilyina
- Viva Xenia - Xenia Davydov
- Maxim Zhitnik - Evgeny Korolev
- Catherine Maritime - Julia Berezhnaya
- Maina Chizhevskaya - Daria Wave
- Aleksander Makarow - Andrei Ilyin
- Valeria Zabegaeva - Nina Lanevskaya
- Alex Shemes - Leonid B. Prozorov
- Alena Kuznetsova - Shura
- Eugene Berezowski - Michael Lanevsky
- Andriej Ławrow - Siergiej Łukin
- Igor Worobiow - Nikolai Plotnikov
- Tamara Spirichev - królowa Zofia
- Evdokia Germanova - Klaudiusza
- Gabriella Mariani - Angelina Raj
- Vyushkin Rodion - Eden Robert
- Boris Shitikov - Semyonitch
- Sophia Ignatova - Galina
- Alexander Sayutalin - Ivan Monks (Cyryl)
- Galina Lavrishcheva - Barbara
- Walery Soldatov - Olga
- Alena Semenova - Lucy
- Evelyn Bledans - Raevskaya Marina
- Michael Stankiewicz - Alexei Igonin
- Oleg Zabolotny - Igor Pietrowicz
- Dmitri Mazur - Jegor Panin
- Nicholas Jekarjew - Bakhtar
- Siergiej Maksimov - Henry Genrikhovich
- Tatiana Orłowa - Suzanne
- Anna Sirotina - Lydia
- Michael Solodovnik - Varapaykin
- Alexander Cherniavsky - Borzov
- Negodaylov Alexander - Vovk
- Galina Averyanova - Panteleyevna
- Irina Chipizhenko - sąsiad Stepanovna Galina
- Yuri Wnykow - Nikita
- Irina Archipowa - Luba
- Maxim Glotov - Staś Capital
- Ivan Nepomniachtchi - Trofim
- Alexander Arefiev - kupujący wspólnika
- Raisa Konyukhova - sąsiad Amy w Luchansky
- Alexander Szyrokow - Swietłana w dzieciństwie
- Julia Sorokina - Rita w dzieciństwie
- Oksana Dorokhina - matka Rity
- Yuri Pavlov - Siergiej Korolow